# Südkoreanische Badmintonmeisterschaft 2001
Die Südkoreanische Badmintonmeisterschaft 2001 fand vom 5. bis zum 7. Dezember 2001 in Gwangmyeong statt. Es war die 44. Auflage der Titelkämpfe.

## Austragungsort
- Gwangmyeong Indoor Gymnasium

## Medaillengewinner
| Disziplin    | Gold                        | Silber                     | Bronze                         |
| ------------ | --------------------------- | -------------------------- | ------------------------------ |
| Herreneinzel | Lee Hyun-il                 | Park Tae-sang              | Kim Hak-kyun                   |
| Herreneinzel | Lee Hyun-il                 | Park Tae-sang              | Shon Seung-mo                  |
| Dameneinzel  | Jun Jae-youn                | Kim Kyeung-ran             | Kwon Hee-sook                  |
| Dameneinzel  | Jun Jae-youn                | Kim Kyeung-ran             | Lee Kyung-won                  |
| Herrendoppel | Lee Dong-soo Kim Dong-moon  | Yoo Yong-sung Ha Tae-kwon  | Kang Kyung-jin Park Young-deok |
| Herrendoppel | Lee Dong-soo Kim Dong-moon  | Yoo Yong-sung Ha Tae-kwon  | Kim Jae-hwan Kang Jeong-won    |
| Damendoppel  | Kim Kyeung-ran Ra Kyung-min | Lee Hyo-jung Lee Kyung-won | Joo Hyun-hee Hwang Yu-mi       |
| Damendoppel  | Kim Kyeung-ran Ra Kyung-min | Lee Hyo-jung Lee Kyung-won | Yim Kyung-jin Chung Jae-hee    |
| Mixed        | Kim Dong-moon Yim Kyung-jin | Ha Tae-kwon Chung Jae-hee  | Kang Kyung-jin Joo Hyun-hee    |
| Mixed        | Kim Dong-moon Yim Kyung-jin | Ha Tae-kwon Chung Jae-hee  | Jung jae-sung Jung Youn-kyung  |